# Де лос Сантос, Гонсало
Гонсало де лос Сантос да Роса (исп. Gonzalo de los Santos da Rosa; род. 19 июня 1976) — уругвайский футболист, полузащитник. Участник чемпионата мира 2002 года.

## Клубная карьера
Гонсало начал карьеру в Пеньяроле во время знаменитой «пятилетки», второй в истории клуба, когда команда на протяжении пяти лет подряд выигрывала чемпионат Уругвая. Де лос Сантос застал три последних чемпионатва в этой серии. Однако в 1997 году он стал чемпионом уже постфактум, поскольку в середине года переехал в Испанию, где провёл один сезон за «Мериду». В Испании де лос Сантос провёл 11 лет, он выступал за «Малагу», «Валенсию», «Атлетико Мадрид», «Мальорку». В сезоне 2006/07, после года без игровой практики, Гонсало присоединился к «Эркулесу». После двух сезонов игры за эту команду, де лос Сантос вернулся в родной «Пеньяроль» 29 июля 2008 года. После двух лет выступлений за «ауринегрос», де лос Сантос завершил карьеру футболиста в возрасте 34 лет.
Де лос Сантос отыграл в сборной 9 лет. Он был участником Кубка Америки 1997, Кубка Конфедераций 1997 и чемпионата мира 2002. За «Селесте» полузащитник провёл 38 матчей и забил 1 гол.

## Титулы
- Чемпион Уругвая (4): 1995, 1996, 1997, 2009/10